# Meine Heldin
Meine Heldin, Fernsehtitel Liebe, Sex und Leidenschaft, ist ein französisch-portugiesisches Filmdrama von Cédric Kahn aus dem Jahr 1998. Es beruht auf dem Roman La noia von Alberto Moravia.

## Handlung
Philosoph Martin steckt in einer Krise. Seine Frau Sophie und er haben sich vor einem halben Jahr getrennt, auch wenn beide den Kontakt aufrechterhalten. Er will ein Buch beenden, hat jedoch noch nicht einmal mit dem Schreiben begonnen. Eine Feier bei Sophie verlässt er vorzeitig, weil er nicht wie geplant mit ihr reden kann. Er fährt planlos durch die Stadt und beobachtet Paare. Einem Paar folgt er, wobei die Frau den Mann verlässt. Er folgt dem Mann in eine Bar, wo dieser die Rechnung nicht bezahlen kann. Der Mann – Maler Leopold Meyers – wird vom Türsteher bedroht, doch springt Martin ein und zahlt seine Rechnung: als Pfand gibt ihm Meyers ein Bild, das er bei sich trägt. Das Gemälde zeigt einen nackten Frauenkörper.
Martin begibt sich drei Tage später zu Meyers, doch teilt ihm die Vermieterin mit, dass dieser am Vortag verstorben ist. Sie macht die junge Freundin des Malers für den Tod verantwortlich, so sei die Beziehung der beiden ungesund gewesen. Martin trifft die junge Frau in Meyers’ Wohnung an. Sie heißt Cécilia und ist erst 17 Jahre alt. Durch verhörartige Fragen, die Cécilia arglos beantwortet, erfährt Martin, dass sie seit zwei Jahren mit Meyers zusammen war, der ihr mit der Zeit verfiel. Sie stand ihm nicht nur Modell, sondern schlief auch mit ihm – zunächst mehrfach die Woche, am Ende mehrfach täglich. Meyers war sich bewusst, dass seine Leidenschaft ihn töten würde, doch nahm er dies in Kauf. Tatsächlich erlitt er während des Liebesspiels einen Anfall und verstarb kurz darauf. Cécilia ist sich sicher, dass Meyers sie liebte, so machte er ihr sogar einen Heiratsantrag, doch war sie von ihm nach der ersten Zeit gelangweilt.
Cécilia bietet sich Martin an, der eine Beziehung ablehnt, sie aber dennoch daran hindert, zu gehen. Er beginnt eine rein körperliche Beziehung mit Cécilia. Vor Sophie gibt er zu, Cécilia nicht zu lieben, da sie emotionslos und einfach sei. Ihre Beziehung sei rein sexueller Natur. Dennoch bleibt er mit ihr zusammen, behandelt sie grausam, macht ihr jedoch auch Geschenke. Als sie eines Tages nicht wie besprochen bei ihm erscheint, versucht er vergeblich, sie zu erreichen. Am nächsten Tag macht sie ihm klar, dass sie ihrer Eltern wegen nur noch zwei Mal in der Woche zu ihm kommen könne. Erst auf sein Drängen hin behält sie die täglichen Treffen bei.
Martin verfällt ihr mit der Zeit immer mehr, schläft mehrfach am Tag mit ihr und bewacht ihr Privatleben obsessiv. Als sie sich mit dem Schauspieler Momo zu treffen beginnt, der sie angeblich zum Film bringen will, reagiert er rasend eifersüchtig, verfolgt Cécilia und ruft sie ständig an. Ihre Angaben, wo sie war und was sie getan hat, prüft er nach; das Gefühl, Cécilia zu verlieren und mit der Realität nicht mehr klarzukommen, führt zu wahnhaftem Verhalten, das am Ende auch die geduldige Sophie nicht mehr aushält. Cécilia gesteht Martin schließlich, dass sie und Momo zusammen sind. Sie will sich von Martin trennen, was er nicht will. Ihr nächster Liebesakt gleicht einer Vergewaltigung; Martin gibt ihr anschließend Geld. Es folgt ein Treffen, bei dem beide nur miteinander reden. Martin macht ihr einen Heiratsantrag, den sie ablehnt, weil sie nicht nur ihn, sondern auch Momo liebt. Sie eröffnet ihm, dass sie für zwei Wochen mit Momo nach Korsika fahren wird. Er bietet ihr viel Geld, dass sie bleibt, doch lehnt sie ab. Sie erhält das Geld dennoch für den Urlaub, als sie darum bittet. Als sie fort ist, versucht er ein letztes Mal, mit ihr in Kontakt zu treten. Von ihrer Mutter erfährt er, dass Cécilia bereits fortgefahren ist und das, obwohl ihr kranker Vater im Sterben liegt. Martin holt sich eine Prostituierte ins Auto und verursacht einen Autounfall. Im Krankenhaus schreibt er einen Brief an Sophie, in dem er seine Suizidgedanken zugibt; er habe jedoch erkannt, dass man von der Verzweiflung leben muss, ja um jeden Preis leben muss.

## Produktion
Meine Heldin beruht lose auf Alberto Moravias Roman La noia, der zuvor bereits 1963 von Damiano Damiani unter dem Titel Die Nackte verfilmt worden war. Der Film wurde vor allem in Paris gedreht. Die Kostüme schuf Françoise Clavel, die Filmbauten stammen von François Abelanet. Es war das Leinwanddebüt von Sophie Guillemin.
Meine Heldin erlebte am 14. November 1998 auf dem Internationalen Filmfestival Thessaloniki seine Premiere. Der Film lief am 16. Dezember 1998 in den französischen Kinos an und kam am 17. Juni 1999 auch in die deutschen Kinos. Unter dem Titel Liebe, Sex und Leidenschaft zeigte 3sat den Film am 26. September 2003 erstmals im deutschen Fernsehen.

## Kritik
Der film-dienst schrieb, dass Meine Heldin „mit Hilfe einer ‚amour fou‘ gleichnishaft über Egoismus und das Unvermögen der Kommunikation zwischen sozialen Schichten philosophiert. […] viele Szenen wirken irritierend und treiben die Handlung in unerwartete Wendungen und Sackgassen. Ein ebenso intelligenter wie geheimnisvoller Film.“ „Eine verzweifelte ‚Odyssee d’Amour‘ […], sehr erotisch und herrlich neurotisch“, befand Cinema. Es gelinge Regisseur Cédric Kahn, „diese unvergleichliche Mischung aus Melancholie und Gleichgültigkeit, aus Todessehnsucht und Lebenshunger, aus aufblitzender Lust und verzehrender Eifersucht einzufangen“, schrieb Focus anlässlich des deutschen Kinostarts. Sein Inszenierungsstil habe eine „fast dokumentarisch anmutende Poesie“.
Die Berliner Morgenpost bedauerte, dass der Film aus der männlichen Perspektive erzählt werde und der „klischeehafte Lolita-Plot“ im Film durchgehend sichtbar bleibt. Positiv hervorgehoben wurden die darstellerischen Leistungen der beiden Hauptdarsteller.
„Anstatt der Langeweile, dem ‚ennui‘, eine Form zu geben, langweilt der Film, weil er die existentialistische Dimension seines Themas verpaßt“, schrieb die Frankfurter Rundschau. Der Film überantworte sich „dem Voyeurismus, anstatt den Blick des Publikums zu befragen.“ Kahn habe aus der Romanvorlage „nicht mehr als eine schmutzige Altmänner-Phantasie destilliert“, kritisierte die Stuttgarter Zeitung. „Das Film-Niveau pendelt unerbittlich zwischen ‚9½ Wochen‘ und ‚Schulmädchenreport‘“, stellte die Hamburger Morgenpost fest, und vergab für den Film die Note 5.
Meine Heldin sei „dialoglastig und langatmig“, stellte die Frankfurter Neue Presse fest, und bewertete den Film als „entbehrlich“. „Geschlagene zwei Stunden lang muß der Zuschauer ein nervtötendes Frage-und-Antwort-Spiel, nur unterbrochen durch gelegentliches Bettgerangel, über sich ergehen lassen“, kritisierte auch das Hamburger Abendblatt. „Martins ungeheure Beredsamkeit ist mitunter sehr anstrengend, aber ihr verdanken wir die schönen Dialoge zwischen ihm und Cecilia“, befand hingegen Der Tagesspiegel.

## Auszeichnungen
Cédric Kahn gewann für Meine Heldin 1998 den Louis-Delluc-Preis. Der Film wurde im selben Jahr auf dem Montréal World Film Festival für den Grand Prix of the Americas nominiert.
Im Jahr 1999 wurde der Film für drei Césars nominiert: in den Kategorien Bester Hauptdarsteller (Charles Berling), Beste Nebendarstellerin (Arielle Dombasle) und Beste Nachwuchsdarstellerin (Sophie Guillemin).